# Сашка-семинарист (фильм)
«Сашка-семинарист» («Русский Рокамболь»; 1915) — немой художественный фильм в 4-х сериях, имевший огромный успех у массового зрителя. Вишневский пишет, что фильм ставил Сабинский, а Гинзбург дважды упоминает, что фильм ставил Протазанов, но постеснялся указать свою фамилию в титрах, потому что стыдился своего участия в подобной халтуре. Фильм сохранился частично.

## Сюжет
На утро, провожая Бориса, графиня наткнулась на застывший труп мужа. За раскрытие убийства взялись власти, и, не сумев объяснить, где они были ночью, Борис и графиня, заподозренные в убийстве, были арестованы. Попавший на следствие  сыщик Селезнёв увидел, что убийство совершено опытной рукой, и в изображении зрачка убитого узнал своего врага Сашку. Преступник был опознан, оставалось арестовать его. А в то время ничего не подозревавший Сашка наслаждался свободой. Приехав в дом графа, сыщик узнал от слуг, что Сашка служит здесь ездовым под именем Фёдора Гусева и уже предвкушал радость его ареста, но предупреждённый влюбленной в него горничной Сашка скрылся опять, оставив записку: «Ищи ветра в поле…».
Сохранились следующие сцены фильма:
1. Катя посещает тюремную больницу и устраивается туда работать медсестрой.
2. Сашка с сообщниками разрабатывает план ограбления банка.
3. Ограбление банка.
4. Другая группа преступников обсуждает план ограбления Сашки.
5. Они инсценируют перед домом Сашки нападение на женщину, их сообщницу. Сашка спасает женщину и помогает ей добраться до дома.
6. Здесь бандиты нападают на Сашку. Застрелив одного из них и сбив с ног другого, Сашка бежит.
7. Сашка получает ранение и попадает в тюремную больницу.
8. Сообщники Сашки обсуждают, как его выручить.
9. Катя узнаёт в привезённом раненом Сашку.
10. Катя вместе с его сообщниками обсуждает план побега Сашки из тюремной больницы.
11. Девушка хлороформом усыпляет врача, осматривающего раненого пациента. Сашка переодевается в халат раненого и вместе с Катей покидает больницу.

## Список серий
1-я серия. 2.I.1915. 5 ч., 1500 м. Не сохранилась.

2-я серия. 21.I.1915. 5 ч., 1500 м. Не сохранилась.

3-я серия. 2.III.1915. 4 ч., 1200 м. Не сохранилась.

4-я серия. 5.XII.1915. 4 ч., 1335 м. Сохранилась частично: 2 части.

## Художественные особенности
Снимая эти фильмы, отец много экспериментировал, применял различные трюковые съёмки, изобретал собственные методы съёмки. Некоторые из этих трюков до сих пор у меня в памяти. Вот один из них: убит банкир, приходит сыщик и фотографирует убитого, а затем, крупным планом, руки вынимают из ванночки фото, и мы видим большой глаз убитого банкира, а в нём — бандита Сашку-семинариста с кинжалом.— 

## Критика
Картина «Сашка Семинарист», помимо боевого сюжета, поставлена в красивых тонах, и видна опытная рука режиссёра, сумевшего не только дать ряд красивых сцен, но и взять всё, что можно было, у артистов.— «Кине-журнал», 1914, № 21-22, стр. 59.

## Интересные факты
- В 1919 году один кинотеатр в Ростове-на-Дону включил этот фильм в свой репертуар, однако вскоре по требованию администрации фильм был снят с проката. Газеты язвительно отзывались об этом:

«Художественный» кинотеатр, работающий на оборону и на «помощь армии», занялся постановкой поучительных картин. <…> Эпизоды воровской жизни, бандитизма, убийств, нападений вызвали самый живейший интерес…— 